# Eredivisie (mannenhandbal) 1985/86
De Eredivisie is de hoogste afdeling van het Nederlandse handbal bij de heren op landelijk niveau. In het seizoen 1985/1986 werd Herschi/V&L voor de vierde keer landskampioen. AHC '31 en Hatrans/De Gazellen degradeerden naar de Eerste divisie.

## Opzet
De twaalf teams spelen in competitieverband tweemaal tegen elkaar. De nummer één mag zich landskampioen van Nederland noemen, de nummers elf en twaalf degraderen naar de eerste divisie.

## Teams
| Club                | Plaats     | Provincie     | Trainers         | Hal                     |
| ------------------- | ---------- | ------------- | ---------------- | ----------------------- |
| Aalsmeer            | Aalsmeer   | Noord-Holland | Henny van Veen   | De Bloemhof             |
| AHC '31             | Amsterdam  | Noord-Holland | Bob Sondaar      | Sporthallen Zuid        |
| NCR/Blauw-Wit       | Neerbeek   | Limburg       | Guus Cantelberg  | De Haamen               |
| HAKA/E&O            | Emmen      | Drenthe       | Harry Weerman    | Angelslo                |
| Hatrans/De Gazellen | Doetinchem | Gelderland    | Ben Peters       | Rozengaarde             |
| Hotelplan/Hellas    | Den Haag   | Zuid-Holland  | Jan Alma         | Duyvensteinhal          |
| Sellco Food/Hermes  | Den Haag   | Zuid-Holland  | Hans Beugel      | Vliegermolen (Voorburg) |
| Loreal              | Venlo      | Limburg       | Piet Jonker      | Craneveld               |
| Sittardia           | Sittard    | Limburg       | Piet Kivit       | Stadssporthal           |
| Swift Arnhem        | Arnhem     | Gelderland    | Marcel Willemsen | Elderveld               |
| Enzico/Swift        | Roermond   | Limburg       | Cees van Meurs   | Jo Gerrishal            |
| Herschi/V&L         | Geleen     | Limburg       | Gabrie Rietbroek | Glanerbrook             |

## Stand
| Pos | Club                | Wed | W  | G  | V  | Ptn | DV  | DT  | +/−  | Opmerking                      |
| --- | ------------------- | --- | -- | -- | -- | --- | --- | --- | ---- | ------------------------------ |
| 1   | Herschi/V&L         | 22  | 17 | 2  | 3  | 36  | 481 | 416 | +65  | Landskampioen                  |
| 2   | Sittardia           | 22  | 13 | 4  | 5  | 30  | 474 | 417 | +57  |                                |
| 3   | Aalsmeer            | 22  | 11 | 7  | 4  | 28  | 451 | 410 | +41  |                                |
| 4   | Swift Arnhem        | 22  | 11 | 3  | 8  | 27  | 455 | 439 | +16  |                                |
| 5   | NCR/Blauw-Wit       | 22  | 8  | 8  | 6  | 23  | 400 | 381 | +19  |                                |
| 6   | Hotelplan/Hellas    | 22  | 10 | 3  | 9  | 23  | 440 | 433 | +7   |                                |
| 7   | Sellco Food/Hermes  | 22  | 7  | 10 | 5  | 22  | 425 | 406 | +19  |                                |
| 8   | HAKA/E&O            | 22  | 10 | 1  | 11 | 22  | 415 | 415 | 0    |                                |
| 9   | Loreal              | 22  | 7  | 5  | 10 | 19  | 347 | 387 | −40  |                                |
| 10  | Enzico/Swift        | 22  | 7  | 8  | 7  | 18  | 412 | 426 | −14  |                                |
| 11  | Hatrans/De Gazellen | 22  | 4  | 7  | 11 | 11  | 389 | 435 | −46  | Degradatie naar eerste divisie |
| 12  | AHC '31             | 22  | 2  | 7  | 13 | 5   | 360 | 484 | −124 | Degradatie naar eerste divisie |